# Вільям С. Дарлінґ
Вільям С. Дарлінг (англ. William S. Darling, 14 вересня 1882 - 15 грудня 1963) — американський артдиректор угорського походження. 
Вільям С. Дарлінг (при народженні: Вільмос Бела Сандорхазі (Wilmos Béla Sándorházi)) народився в Шандрі, Австро-Угорщина. Він навчався в Угорському університеті образотворчих мистецтв в Будапешті, де вивчав живопис. Продовжував навчання на стипендію у Школі образотворчого мистецтва в Парижі, Франція. 
У 1910 році Дарлінг емігрував до Нью-Йорка, використавши ім'я Адальбер Сандорхазі. Він успішно продовжував кар'єру художника-портретиста. Під час Першої світової війни він змінює своє ім'я з Сандорхазі на Дарлінг, коли його дружина запропонувала йому прийняти дошлюбне прізвище, щоб уникнути чужорідного звучання. Близько 1920 року він переїхав до Південної Каліфорнії, де він почав працювати художником на кінофільмах, а незабаром став керівником артвідділу 20th Century Fox. Дарлінг був співробітником Американської академії образотворчих мистецтв. 
Дарлінг шестиразовий номінант на премію «Оскар» за «Найкраща робота художника-постановника». Проте виграв він лише тричі, за кінофільми «Кавалькада» (1933), «Пісня Бернадетти» (1943) та «Анна і король Сіаму» (1946).

## Вибрана фільмографія
- Кавалькада / Cavalcade (1933)
- Ллойди з Лондона / Lloyd's of London (1936)
- Крихітка Віллі Вінкі / Wee Willie Winkie (1937)
- Прийшли дощі / The Rains Came (1939)
- Пісня Бернадетти / The Song of Bernadette (1943)
- Ключі від Царства Небесного / The Keys of the Kingdom (1944)
- Анна і король Сіаму / Anna and the King of Siam (1946)